# Urban Dictionary
Urban Dictionary é um dicionário online de gírias e frases em inglês. Desde 2009, o site contém mais de quatro milhões de definições. As inscrições são reguladas por editores voluntários e avaliadas pelos visitantes do site. Aaron Peckham fundou o site em 1999.
Anita Hamilton da revista Time incluiu o Urban Dictionary sua lista dos 50 melhores sites de 2008.